# Камашев, Олег Алексеевич
Олег Алексеевич Камашев (род. 20 июня 1966, Ижевск) — советский и российский хоккеист, защитник. Мастер спорта СССР.

## Биография
Воспитанник ижевской «Ижстали». Дебютировал в чемпионате СССР за команду в апреле 1984 года в матчах со «Спартаком» и «Торпедо». В 1986 году месте с командой вылетел в первую лигу, через год на один сезон вернулся в высшую. По ходу сезона 1989/90 из-за смены тренера перешёл в команду второй лиги «Прогресс» Глазов, после начала следующего сезона вернулся в «Ижсталь». По ходу сезона 1992/93 перешёл в болгарский клуб «Славия» София, с которым за полтора сезона дважды выиграл чемпионат и один раз Кубок Болгарии.
Вернувшись в Россию, занялся «челночным» бизнесом в Китай. В 1996 году вернулся в возрождённую «Ижсталь». До Нового года команда играла домашние матчи в Глазове; играть в Ижевске на открытом воздухе Камашев не захотел и завершил профессиональную карьеру, о чём впоследствии жалел.
Затем играл на первенство Удмуртии за команды «Белкамнефть», «Звезда»/«Газовик» (Хохряки).